# Ramiro Mendoza (beisbolista)
Ramiro Mendoza (Panamá, 15 de junio de 1972) es un beisbolista panameño retirado. Jugó en las Grandes Ligas y era un lanzador de salvamentos. Jugó con los Yankees de Nueva York (1996-2002, 2005) y los Boston Red Sox (2003-2004). Lanza la mano derecha. Mendoza es el único jugador de los últimos 75 años en ganar un anillo de la Serie Mundial con los Yankees (1996, 1998-1999-2000) y con los Red Sox (2004).

## Carrera

### New York Yankees
Mendoza hizo su debut en las Grandes Ligas en 1996, con marca de 4-5 y efectividad de 6.79 en su temporada de novato. No apareció en el roster de postemporada. En 1997, Mendoza tuvo marca de 8-6 con efectividad de 4.24, mientras iniciaba 15 juegos, como titular y relevista. También apareció en sus dos primeros juegos de postemporada en 1997, con marca de 1-1 con efectividad de 2.45 mientras lanzaba 133+2 ⁄ 3 entradas, un fuerte aumento con respecto a las 53 que lanzó en 1996.
1998 fue estadísticamente la mejor temporada de Mendoza, ya que tuvo marca de 10-2 con una efectividad de 3.25, ambas mejores marcas de su carrera. En la postemporada, lanzó 4+1 ⁄ 3 entradas en blanco contra los Indios de Cleveland en dos juegos de la Serie de Campeonato de la Liga Americana. En la Serie Mundial de 1998 contra los Padres de San Diego, Mendoza lanzó una entrada de dos hits, una carrera y un strikeout en el Juego 3. Obtuvo su segundo anillo de Serie Mundial cuando los Yankees barrieron a los Padres.
Al año siguiente, Mendoza luchó por lograr un récord de 9–9 con una efectividad de 4.29 en 123+2 ⁄ 3 entradas lanzadas. Ese año, inició sólo seis juegos y rápidamente fue trasladado al bullpen. Permitió 68 carreras ese año, la peor marca de su carrera, y quedó fuera del roster de la Serie Divisional de la Liga Americana de 1999. Se reincorporó al equipo para la Serie de Campeonato, donde lanzó 2+1 ⁄ 3 entradas y logró un salvamento. En la Serie Mundial, lanzó 1+2 ⁄ 3 entradas de relevo y permitió 3 hits y 2 carreras, todas limpias, sin embargo, aun así obtuvo la victoria cuando los Yankees barrieron a los Bravos, 4-0.
El desempeño de Mendoza mejoró levemente en 2000, cuando tuvo marca de 7-4 con efectividad de 4.25 en 65+2 ⁄ 3 entradas lanzadas, incluido su primer juego completo desde 1998 y el último de su carrera. A pesar de su mejor desempeño, quedó fuera del roster de postemporada. Al año siguiente, tuvo marca de 8-4 con efectividad de 3.75 y regresó a la postemporada. En la Serie Divisional de la Liga Americana de 2001, lanzó en relevo durante tres juegos y permitió sólo dos hits sin permitir carreras. En la Serie de Campeonato, apareció en relevo durante tres juegos y permitió un jonrón (su única carrera limpia en esa serie), lanzando cinco+1 ⁄ 3 entradas con efectividad de 1.69. En la Serie Mundial de 2001, lanzó 2+2 ⁄ 3 entradas de 1 hit mientras los Yankees caían ante los Diamondbacks en siete juegos. En 2002, Mendoza lanzó en 62 juegos con un récord idéntico de 8-4 con una efectividad ligeramente mejor de 3,44. Lanzó 1+1 ⁄ 3 entradas en la Serie Divisional de la Liga Americana de 2002 contra los Angelinos, permitiendo sólo dos carreras limpias cuando los Yankees fueron derrotados tres juegos a uno. El 28 de octubre de 2002 expiró su contrato con los Yankees y se convirtió en agente libre. Una fuente anónima de los Yankees dijo que estaban preocupados por sus hábitos de trabajo y acondicionamiento. Estuvo en la lista de lesionados en cada una de las últimas tres temporadas.

### Boston Red Sox
El 30 de diciembre de 2002, Mendoza firmó un contrato de dos años con los Medias Rojas de Boston. El 24 de julio de 2004, Mendoza lanzó dos entradas sin hits para llevarse la victoria contra su ex equipo, los Yankees. Los Medias Rojas estaban perdiendo 10-8 en ese momento, antes de ganar el juego, 11-10, en la parte baja de la novena. Mendoza ganó otro anillo de Serie Mundial con los Medias Rojas en 2004. Fue incluido en la lista de los Medias Rojas en la Serie de Campeonato de la Liga Americana de 2004 e hizo 2 apariciones, siendo etiquetado con la derrota en el Juego 3.

### New York Yankees
Después de recuperarse de una cirugía de hombro durante la temporada baja de 2005, Mendoza regresó a los Yankees después de las convocatorias de septiembre de 2005, convirtiéndose en uno de los tres miembros de los Medias Rojas de 2004 que jugaron para los Yankees de 2005, junto con Mark Bellhorn y Alan Embree. La temporada de Mendoza con los Yankees de 2005 se limitó a una entrada, en la que permitió dos hits, 2 carreras limpias y registró un ponche. Después de la temporada 2005, Mendoza firmó un contrato de ligas menores con los Yankees.

### Milwaukee Brewers
En febrero de 2009, firmó un contrato de ligas menores con los Cerveceros de Milwaukee y recibió una invitación para los entrenamientos de primavera, pero abandonó los entrenamientos de primavera después de fallar un examen físico.

### Newark Bears
Tras su liberación, posteriormente se retiró de las grandes ligas de béisbol. Jugó durante una temporada con los Newark Bears de la Liga Atlántica de Béisbol Profesional en 2009.

## Selección nacional
Rivera jugó en el Clásico Mundial de Béisbol 2006 y 2009 para la selección nacional de Panamá.